# Карлацо
Карла̀цо (на италиански: Carlazzo; на ломбардски: Carlasc, Карлаш) е малко градче и община в Северна Италия, провинция Комо, регион Ломбардия. Разположено е на 481 m надморска височина. Населението на общината е 3178 души (към 2017 г.).